# Burt Bacharach
Burt Freeman Bacharach (/ˈbækəræk/ BAK-ə-rak; 12 tháng 5 năm 1928 – 8 tháng 2 năm 2023) là nghệ sĩ piano, nhạc sĩ và nhà sản xuất thu âm người Mỹ. Ông được công nhận rộng rãi là một trong những nhân vật quan trọng nhất của nền âm nhạc đại chúng thế kỷ 20. Kể từ thập niên 1950, ông cùng nhà viết ca từ Hal David đã sáng tác nên hàng trăm ca khúc. Ảnh hưởng lớn từ dòng nhạc jazz đương thời, các sáng tác của Bacharach đặc trưng bởi tiến trình hợp âm và đổi nhịp khác thường, cùng việc lựa chọn những nhạc cụ hòa âm kỳ lạ. Hầu hết các tác phẩm đều được ông trực tiếp sáng tác, hòa âm phối khí và chỉ huy dàn nhạc.
Có tới hơn 1.000 nghệ sĩ từng trình bày các giai điệu của Bacharach. Từ năm 1961 tới năm 1972, hầu hết các sáng tác của ông được dành riêng và trình bày bởi ca sĩ Dionne Warwick, tuy nhiên trước đó nhiều nghệ sĩ cũng đã trình bày thành công các ca khúc của Bacharach như Marty Robbins, Perry Como, Gene McDaniels hay Jerry Butler. Trong những thập niên tiếp theo, ông sáng tác cho nhiều ca sĩ thành danh như Gene Pitney, Cilla Black, Dusty Springfield, Tom Jones hay B. J. Thomas.
Tổng cộng, 37 ca khúc của Bacharach từng lọt vào top 40 tại Mỹ, và 52 ca khúc làm được điều tương tự tại Anh. Các sáng tác đạt vị trí quán quân tại Billboard Hot 100 có thể kể tới "This Guy's in Love with You" (Herb Alpert, 1968), "Raindrops Keep Fallin' on My Head" (Thomas, 1969), "(They Long to Be) Close to You" (The Carpenters, 1970), "Arthur's Theme (Best That You Can Do)" (Christopher Cross, 1981), "That's What Friends Are For" (Warwick, 1986) và "On My Own" (Carole Bayer Sager, 1986). Ông giành được 6 giải Grammy, 3 tượng vàng Oscar và 1 giải Emmy.
Theo nhà phê bình William Farina, Bacharach là "người nhạc sĩ mà danh tiếng có thể kết nối mọi nghệ sĩ tài năng nhất của thời đại này"; nhiều năm sau, các sáng tác của ông vẫn được sử dụng trong nhiều bộ phim tới mức "di sản, tuyển tập cùng những cải tiến vẫn còn được thấy ở khắp nơi". Được coi là nghệ sĩ quan trọng của thể loại easy listening, âm nhạc của Bacharach còn ảnh hưởng lớn tới các dòng nhạc chamber pop và Shibuya-kei. Năm 2012, Thư viện Quốc hội Hoa Kỳ tôn vinh ông cùng David Huân chuơng Gershwin cho những đóng góp cho nền âm nhạc đại chúng. Năm 2015, tạp chí Rolling Stone xếp Bacharach ở vị trí số 32 trong danh sách "100 nhạc sĩ sáng tác vĩ đại nhất mọi thời đại".